# Revistă literară
O revistă literară este un periodic dedicat literaturii într-un sens mai larg. Revistele literare publică, de obicei, povestiri, poezii, eseuri, împreună cu critică literară, recenzii de carte, profiluri biografice ale autorilor, interviuri și scrisori. Revistele literare sunt numite adesea jurnale literare, termen destinat să le compare cu revistele comerciale mai răspândite.
Revistele mici sunt reviste literare care publică literatură experimentală și scrieri non-conformiste ale unor autori relativ necunoscuți. Ele au, de obicei, perspective necomerciale și apar adesea într-un ritm neregulat. Cele mai vechi exemple semnificative de astfel de reviste sunt publicația transcendentalistă The Dial (1840-1844), editată de Ralph Waldo Emerson și Margaret Fuller la Boston, și The Savoy (1896), editată de Arthur Symons la Londra, care a avut ca agendă o revoltă intelectuală împotriva materialismului victorian. Aceste reviste au avut un rol important în publicarea poeților din mișcările avangardiste precum modernismul și postmodernismul în întreaga lume în secolul al XX-lea.

## Istorie
Nouvelles de la république des lettres este considerată de multă lume ca fiind prima revistă literară; ea a fost fondată de către Pierre Bayle în Franța în 1684. Revistele literare au devenit apariții obișnuite în prima parte a secolului al XIX-lea, reflectând o creștere generală a numărului de cărți, reviste și jurnale științifice publicate la acea vreme. În Marea Britanie, criticii Francis Jeffrey, Henry Brougham și Sydney Smith au fondat Edinburgh Review în 1802. Alte reviste britanice ale acelei perioade au fost Westminster Review (1824), The Spectator (1828) și Athenaeum (1828). În Statele Unite ale Americii, primele reviste literare au fost Philadelphia Literary Magazine (1803-1808), Monthly Anthology (1803-1811), care a devenit North American Review, Yale Review (fondată în 1819), The Knickerbocker (1833-1865), Dial (1840-1844) și De Bow's Review din New Orleans (1846-1880). Mai multe reviste literare au fost publicate în Charleston, Carolina de Sud, inclusiv The Southern Review (1828–1832) și Russell's Magazine (1857–1860).
North American Review, fondată în 1815, este cea mai veche revistă literară americană care încă mai apare. Cu toate acestea, apariția ei a fost suspendată în timpul celui de-al Doilea Război Mondial, în timp ce Yale Review (fondată în 1819) nu și-a încetat apariția; astfel revista din Yale este cea mai veche revistă literară publicată fără întreruperi. Fondat în 1889, Poet Lore este considerat cea mai veche revistă dedicată poeziei. Până la sfârșitul secolului al XIX-lea, revistele literare au devenit o caracteristică importantă a vieții intelectuale în multe părți ale lumii.
Printre revistele literare, care au fost fondate în prima parte a secolului al XX-lea este și revista Poetry. Fondată în 1912, ea a publicat primul poem al lui T. S. Eliot, „The Love Song of J. Alfred Prufrock”. Alte reviste literare importante de la începutul secolului al XX-lea sunt The Times Literary Supplement (1902), Southwest Review (1915), Virginia Quarterly Review (1925), SThe Southern Review (1935) și New Letters (1935). Sewanee Review, deși fondată în 1892, a dobândit o importanță proeminentă datorită în principal lui Allen Tate, care a devenit editor în 1944.
Două dintre cele mai influente — deși radical diferite — reviste din ultima jumătate a secolului al XX-lea au fost The Kenyon Review (KR) și Partisan Review. The Kenyon Review, editată de John Crowe Ransom, a adoptat așa-numitul New Criticism. Platforma ei a fost declarată apolitică. Deși Ransom provenea din zona de sud și publica autori din acea regiune, KR a publicat, de asemenea, mai mulți autori new york-ezi și internaționali. Partisan Review a fost asociată în primul rând cu Partidul Comunist American și cu John Reed Club, dar, cu toate acestea, a rupt curând legăturile cu partidul. Politica a rămas tema sa principală, dar a continuat să publice, de asemenea, texte literare semnificative și articole de critică literară.
Mijlocul secolului al XX-lea a văzut o creștere semnificativă a numărului de reviste literare, în paralel cu dezvoltarea micilor tipografii. Printre cele mai importante reviste care au apărut în această perioadă au fost Nimbus: A Magazine of Literature, the Arts, and New Ideas, care și-a început apariția în 1951 în Anglia, Paris Review, care a fost fondată în 1953, The Massachusetts Review și Poetry Northwest, care a fost fondată în 1959, X Magazine, care a apărut în perioada 1959-1962, și Denver Quarterly, care a debutat în 1965. În anii 1970 a avut loc o nouă creștere a numărului de reviste literare, printre care s-au aflat reviste prestigioase precum Columbia: A Journal of Literature and Art, Ploughshares, The Iowa Review, Granta, Agni, The Missouri Review și New England Review. Printre alte reviste apreciate apărute în ultimii ani se numără The Threepenny Review, The Georgia Review, Ascent, Shenandoah, The Greensboro Review, ZYZZYVA, Glimmer Train, Tin House, Half Mystic, revista canadiană Brick, revista australiană HEAT și Zoetrope: All-Story. Câțiva scriitori de proză scurtă cum ar fi Steve Almond, Jacob M. Appel și Stephen Dixon și-au construit reputația națională în Statele Unite ale Americii, în primul rând prin publicarea în reviste literare.
Numeroase premii de prestigiu exista pentru lucrările publicate în reviste literare, inclusiv Premiul Pushcart și Premiil O. Henry. Revistele literare publică, de asemenea, multe dintre texte în volumele anuale The Best American Short Stories și The Best American Essays.

## Reviste literare on-line
Printre cele mai cunoscute reviste literare on-line sunt The Adroit Journal, The Masters Review, Evergreen Review, World Literature Today, Enkare Review, New World Writing, The Applicant, Lantern Journal, Cosmonauts Avenue, Drunken Boat, Blackbird, Painted Bride Quarterly, 3:AM Magazine, Muumuu House, One Throne Magazine, Anomaly Literary Journal, elimae, Juked, 20x20 magazine, The Barcelona Review, Eclectica Magazine, ĕm, Failbetter, B O D Y, Guernica Magazine, Identity Theory, Literary Mama, McSweeney's Internet Tendency, Monkeybicycle, PANK, Moonshot, DIALOGIST, Sensitive Skin Magazine, Spike Magazine, The Dead Mule School of Southern Literature, The Washington Pastime, Word Riot, Parabaas (în bengaleză), Cha, publicații adresate publicului tânăr precum Anansesem, BALLOONS Lit. Journal, Stone Soup și mii de alte publicații literare online. Prin urmare, este dificil de evaluat calitatea și impactul general al acestui mediu editorial relativ nou.
Din moment ce noi reviste literare online apar în fiecare lună, Duotrope foloseste un sistem de sortare pentru a ține evidența noilor reviste literare.

## Legături externe
- Council of Literary Magazines and Small Presses
- The Little Magazine a Hundred Years On A Reader's Report by Steve Evans
- Little Magazine Interview Index Housed at the University of Wisconsin–Madison Special Collections, the Little Magazine Collection, one of the most extensive of its kind in the United States, includes approximately 7,000 English-language literary magazines published in the United States, Great Britain, Canada, and Australia/New Zealand, mostly in the 20th century.
- Little Magazine Collection Blog Housed at the University of Wisconsin-Madison
- NewPages Guide to Literary Magazines in Print and Online. Arhivat în 26 iunie 2009, la Wayback Machine.
- Poets & Writers Literary Magazine Database
- EWR: Literary Magazines Searchable listing of Literary Magazines